# Xestoblatta cantralli
Xestoblatta cantralli es una especie de cucaracha del género Xestoblatta, familia Ectobiidae.

## Distribución
Esta especie se encuentra en Costa Rica.